# اضطهاد الموحدين الدروز
تعرّض الموحدون الدروزُ إلى الاضطهاد في العديد من الأحيان، إذ اعتبروا لدى علماء بعض الطوائف الإسلامية بأنهم مرتدين عن الإسلام، وبالتالي كفَّرت العديد من الفتاوى الدروزَ واعتبرتْهم مُرتدِّين عن دين الإسلام. من أبرز حملات الاضطهاد التي تَعرَّضَ لها الدروز كانت من الظاهر لإعزاز دين الله خليفة الدولة الفاطمية، حيث قام بحملة إبادة المجتمعات المحلية الدرزية والتي شملت تطهيرًا عرقيًا في كلٍّ من أنطاكية وحلب وشمال سوريا. جرت حملات أخرى مماثلة من قبل المماليك والعثمانيين؛ وفي الآونة الأخيرة قام كل من تنظيم الدولة الإسلامية أو ما يعرف بداعش وتنظيم القاعدة بحملات تطهير، في سوريا والدول المجاورة، استهدفت المعتقدات والأقليات غير المسلمة.

## الدولة الفاطمية
واجه الموحدون الدروز اضطهاداً شديداً من قبل الخليفة الظاهر لإعزاز دين الله، الذي أراد القضاء على الإيمان الدرزي. وكان هذا نتيجة صراع على السلطة داخل الدولة الفاطمية، حيث شوهد الدروز بعين الريبة بسبب رفضهم الاعتراف بالخليفة الجديد، الظاهر لإعزاز دين الله، كإمام لهم. وانضم العديد من الجواسيس، وخاصةً أتباع الدرزي، إلى حركة التوحيد من أجل التسلل إلى المجتمع الدرزي. بدأ الجواسيس في إثارة المتاعب وتلطيخ سمعة الدروز. نتج عن ذلك احتكاك مع الخليفة الجديد الذي اشتبك عسكرياً مع المجتمع الدرزي. وتراوحت المصادمات بين أنطاكية والإسكندرية، حيث تم ذبح عشرات الآلاف من الدروز على يد الجيش الفاطمي. وكانت أكبر مذبحة في أنطاكية، حيث قُتل 5,000 من الزعماء الدينيين الدروز، تلتها مذبحة في مدينة حلب. ونتيجة لذلك، مارس الدروز إيمانهم بسرية تحت الأرض، على أمل البقاء على قيد الحياة، حيث أُجبر المعتقلون إما على التخلي عن عقيدتهم أو القتل. وتم العثور على ناجين من الدروز في جنوب لبنان وسوريا.

## الدولة المملوكية
كانت سلسلة جبال لُبنان الغربيَّة تُشكِّلُ ملجأً لِمُختلف الفرق الإسلاميَّة والطوائف المسيحيَّة في العصر المملوكي، كما استوطن هؤلاء بعض المناطق المُجاورة لِجبال لُبنان في سهل البقاع وجبل عامل وسهل عكَّار وجبال اللاذقيَّة وريف حِمص. فقد انتشر الدُرُوز من وادي التَّيم إلى جبل لُبنان، والشُّوف خاصةً، واختلف النُصيريُّون مع الدُرُوز، فتركوا وادي التَّيم وسكنوا في عكَّار ثُمَّ امتدوا شمالًا حتَّى اللاذقيَّة، حيثُ استوطنوا الجبال المُشرفة عليها التي عُرفت مُنذ ذلك الحين بِـ«جِبال النُصيريَّة».
أشار المُؤرخون أنَّهُ في أثناء تقهقر فُلُول عساكر المماليك إلى مصر على أثر هزيمتهم في وقعة وادي الخزندار أمام المغول، واحتلال المغول دمشق، تعرَّضوا لِسُوء المُعاملة والسَّلب والنهب على أيدي الكسروانيين وسُكَّان منطقة جزِّين من الشيعة، وأنَّ الكسروانيين أمسكوا ببعض العساكر الهاربين وباعوهم لِلإفرنج. وبعد أن رحل المغول عن الشَّام، واستتب الأمر للمماليك، جرَّدوا حملة كبيرة على بلاد كسروان سنة 699هـ المُوافقة لِسنة 1300م واستولوا عليها، وأُرغم سُكَّانُها على دفع ضرائب باهظة، وأُخذت منهم أراضيهم ومُمتلكاتهم وأُقطعت لِلتنوخيين الدُرُوز جزاءً لهم على حُسن استضافتهم لِلقُوَّات المملوكيَّة المهزومة أمام جحافل المغول. وفي سنة 705هـ المُوافقة لِسنة 1305م، نهضت حملة مملوكيَّة جديدة إلى كسروان لِقتال الشيعة بعد أن عادوا إلى مُناوأة المماليك والتمرُّد عليهم، فسار إليهم نائب السلطنة في دمشق الأمير جمال الدين آقوش الأفرم على رأس جيشٍ عظيم، فقاتلهم وأخرجهم من كسروان، بناءً على فتوى شيخ الإسلام ابن تيمية، الذي اعتبر أنَّ قتال الشيعة والنُصيريَّة والدُرُوز أولى من قتال الصليبيين والمغول لأنَّهم «عدُّوٌ في ديار الإسلام، وشرُّ بقائهم أضر». نتيجة تلك الحملات، نزح الشيعة إلى جزِّين في جبل عامل، وفي تلك البلاد اتبعوا مبدأ التقيَّة وتظاهروا باعتناق المذهب الشافعي. وقد أصبحت جزِّين مركزًا هامًّا لِلتجمُّع الشيعي المُتستِّر بِالشافعيَّة خِلال القرن الرابع عشر الميلاديّ، وفيها حاول الشيعة مُقاومة المماليك مُجددًا لكنَّ حركتهم فشلت مرَّة أُخرى، ولم يلبث أن اعتنق شيعة بيروت والسَّاحل اللُبناني المذهب السُني، وذابوا في النسيج الإسلامي السُني القائم في تلك البلاد، وانصرف شيعة جبل عامل إلى الاهتمام بِبلادهم الجديدة لا سيَّما بعد أن ظهر فيها النظام الإقطاعي. أمَّا الدُرُوز فتذكر بعض المصادر أنهم حالفوا المماليك وخضعوا لهم بِطيب خاطر، فثبَّت السلاطين أُمرائهم في إقطاعاتهم وخلعوا عليهم، وأنهم شاركوا المماليك في حرب الصليبيين وحملوا معهم على كسروان ضدَّ أهلها من الشيعة، وأنهم استضافوا العساكر المملوكيَّة المُنسحبة من أمام المغول بعد معركة وادي الخزندار وأحسنوا إليهم، فقابلهم هؤلاء بأن اعترفوا بسُلطتهم على منطقة الغرب في جبل لُبنان المُشرفة على بيروت، وعلى بيروت ذاتها، وعلى ما بين أيديهم من مُقاطعات في المتن والشوف. بينما تنص مصادر أُخرى على أنَّ حملة كسروان كانت موجهة كذلك ضدَّ الدُرُوز «سُكَّان جبال كسروان»، على أنَّهُ لا يرد أي ذكر لِسُكَّانٍ دُرُوزٍ في كسروان في تاريخ صالح بن يحيى التنُّوخي، وهو المُؤلِّف الموثوق الذي كتب بِإسهابٍ عن حملات المماليك على كسروان.

## العصور الحديثة

### سوريا

#### حقبة شكري القوتلي
عندما ذكرت إحدى الصحف المحلية في عام 1945 أن الرئيس شكري القوتلي (1943-1949) قد وصف الدروز بأنهم «أقلية خطيرة»، غضب السلطان باشا الأطرش وطالب بالتراجع العام. وأعلن أنه إذا لم يكن ذلك وشيكاً، فإن الدروز سيصبحون بالفعل «خطرين»، وستحتل قوة من 4,000 مقاتل درزي «مدينة دمشق». لم يستطع شكري القوتلي أن يستبعد تهديد السلطان باشا. حيث كان ميزان القوى العسكري في سوريا مائلاً لصالح الدروز، على الأقل حتى بناء الجيش خلال حرب 1948 في فلسطين. وحذّر أحد مستشاري وزارة الدفاع السورية في عام 1946 من أنّ الجيش السوري «عديم الفائدة»، وأن الدروز يمكنهم «الإستيلاء على دمشق والقبض على القادة الحاليين».
خلال السنوات الأربع لحكم أديب الشيشكلي في سوريا من ديسمبر عام 1949 إلى فبراير عام 1954، تعرض المجتمع الدرزي لهجوم شديد من قبل الحكومة السورية. اعتقد الشيشكلي أنه من بين خصومه العديدين في سوريا، كان الدروز هم الأكثر خطورة، وكان مصممًا على سحقهم. لقد أعلن مرارًا وتكرارًا: «أعدائي مثل الثعبان: الرأس هو جبل الدروز والمعدة هي حمص والذيل هي حلب. إذا سحقت الرأس، فستموت الثعبان». أرسل أديب الشيشكلي 10 آلاف جندي نظامي لاحتلال جبل الدروز. وقصف عدة مدن بالأسلحة الثقيلة، مما أسفر عن مقتل العشرات من المدنيين وتدمير العديد من المنازل. ووفقًا لحسابات الدروز، شجع الشيشكلي القبائل البدوية المجاورة على نهب السكان العزل وسمح لقواته بالفرار. وشنَّ أديب الشيشكلي حملة وحشية لتشويه سمعة الدروز بسبب دينهم وسياستهم. واتهم المجتمع بأسره بالخيانة، وفي بعض الأحيان زعم أنهم عملاء للبريطانيين والهاشميين، وأن آخرين كانوا يقاتلون من أجل إسرائيل ضد العرب. حتى أنه أنتج مخبأ للأسلحة الإسرائيلية التي يُزعم أنها اكتشفت في جبل الدروز. وكان الأمر الأكثر إيلاماً بالنسبة للمجتمع الدرزي هو نشره «للنصوص الدرزية الدينية المزيفة» وشهادات كاذبة تُنسب إلى كبار شيوخ الدروز بهدف إثارة الكراهية الطائفية.ة. كما تم بث هذه الدعاية في العالم العربي، وخاصةً في مصر. اغتيل أديب الشيشكلي في البرازيل في 27 سبتمبر عام 1964 على يد درزي سعياً للانتقام من قصف الشيشكلي لجبل الدروز. بعد الحملة العسكرية لأديب الشيشكلي، فقد المجتمع الدرزي الكثير من نفوذه السياسي، لكن العديد من الضباط العسكريين الدروز لعبوا أدواراً مهمة في حكومة حزب البعث العربي الاشتراكي.

#### الحرب الأهلية السورية
ذكرت وسائل الإعلام عن حادثة مجزرة قلب لوزة وهي مجزرة أستهدفت الدروز السوريين في 10 يونيو من عام 2015 في قرية قلب لوزة في محافظة إدلب شمال غرب سوريا. وكانت القرية واقعة تحت سيطرة ائتلاف للمتمردين الإسلاميين، عندما حاول قائد تونسي لمجموعة في الائتلاف، وهي جبهة النصرة، مصادرة منزل أحد سكان القرية الذين اتهموا بالعمل لصالح الحكومة السورية. احتج القرويون وكان هناك قصتان مختلفان لما حدث. طبقاً للنشطاء المناهضين للحكومة، فتح مقاتلو جبهة النصرة النار على القرويين المحتجين، بعد أن اتهمهم القائد التونسي بالتجديف. وفي 25 يوليو من عام 2018، دخلت مجموعة من المهاجمين المرتبطين بتنظيم الدولة الإسلامية (داعش) مدينة السويداء ذات الأغلبية الدرزية وبدأت سلسلة من المعارك النارية والتفجيرات الانتحارية في شوارعها، مما أسفر عن مقتل 258 شخصًا على الأقل، غالبيتهم العظمى من المدنيين.